# Joseph Millson
Joseph Millson (nascido em 27 de abril de 1974) é um ator e cantor inglês.

## Vida pessoal
Millson casou-se com a cantora e atriz Caroline Fitzgerald, no verão de 1999. Os dois tiveram dois filhos, Jessica e Gabriel. Em meados de 2012, ele passou a sair com a atriz Michelle Dockery , por cinco meses. Em outubro de 2012, foi noticiado em vários meios de comunicação que eles tinham divorciados. Millson se casou com sua atual esposa Sarah-Jane Potts , enquanto eles estavam trabalhando em Holby City, série de drama médico. Os dois casaram-se em 31 de dezembro de 2013. 

## Carreira

### Teatro
| Ano       | Obra                           | Papel                    | Notas                                             |
| --------- | ------------------------------ | ------------------------ | ------------------------------------------------- |
| 1998      | Black Comedy                   | Georg Bamberger          | Comedy Theatre, Londres                           |
| 2001      | Four Nights in Knaresborough   |                          |                                                   |
| 2003-2004 | As You Like It                 | Orlando                  | Peter Hall Company Nomeado - Ian Charleson Awards |
| 2004      | The Lifted Veil                | The National, London     |                                                   |
| 2004      | Pillars of the Community       | Johan Torrensen          | The National, Londres                             |
| 2006      | Much Ado About Nothing         | Benedick                 | Royal Shakespeare Company                         |
| 2006      | King John                      | The Bastard              | Royal Shakespeare Company                         |
| 2009      | Every Good Boy Deserves Favour | Ivanov                   | The National                                      |
| 2009      | Hamlet                         | Stafford Castle Theatre  |                                                   |
| 2009      | The Priory                     |                          |                                                   |
| 2010      | Love Never Dies                | Visconde Raoul de Chagny | Adelphi Theatre, Londres                          |
| 2011      | Rocket to the Moon             | Ben Stark                | The National, Londres                             |
| 2013      | Macbeth                        | Macbeth                  | Shakespeare's Globe                               |
| 2015      | Mr Foote's Other Leg           | David Garrick            | Hampstead Theatre                                 |

### Televisão e cinema
| Ano       | Filme\Série                 | Papel           | Notas                  |
| --------- | --------------------------- | --------------- | ---------------------- |
| 1998      | In Exile                    | Raphael         | 1 episódio             |
| 1999-2001 | Peak Practice               | Dr Sam Morgan   | 23 episódios           |
| 2002      | EastEnders                  | Jason James     | 2 episódios            |
| 2002      | Holby City                  | Paul Fry        | 1 episódio             |
| 2003      | Doctors                     | Steve Parkinson | 1 episódio             |
| 2005      | ShakespeaRe-Told            | Billy Banquo    | Macbeth                |
| 2005      | The Ghost Squad             | DS Vinny Thomas | 1 episode              |
| 2006      | New Tricks                  | Tom Christie    | 1 episódio             |
| 2006      | Casino Royale               | Carter          |                        |
| 2007-2008 | The Sarah Jane Adventures   | Alan Jackson    | 12 episódio, 1 parcial |
| 2007      | Talk to Me                  | Woody           | 4 episodes             |
| 2008      | Midsomer Murders            | James Parkes    | 1 episódio             |
| 2008      | Harley Street               | Jeff Turner     | 1 episódio             |
| 2008      | Survivors                   | Jimmy Garland   | 1 episódio             |
| 2008      | Telstar: The Joe Meek Story |                 |                        |
| 2009      | Ashes to Ashes              | Dr Battleford   | 1 episódio             |
| 2009      | Comedy Showcase             | Matthew Beer    | 1 episódio, "Campus"   |
| 2009      | Enid                        | Hanly Blyton    | Filme para televisão   |
| 2010      | S.N.U.B!                    | Oficial         |                        |
| 2011      | Reunited                    | Martin          | Piloto                 |
| 2011      | Campus                      | Matthew Beer    | 5 episódios            |
| 2011      | The Romantics               | Lord Byron      |                        |
| 2011      | Mount Pleasant              | Mark            | 1 episódio             |
| 2013      | I Give It a Year            |                 |                        |
| 2013      | The Dead 2: India           | Nicholas Burton |                        |
| 2014      | 24: Live Another Day        | Derrick Yates   | 3 episódios            |
| 2015      | Banished                    | Major Ross      |                        |
| 2015      | The Last Kingdom            | Aelfric         |                        |

## Recepção da crítica
O critico do Financial Times , em maio de 2006 disse:
"Eu já vi atores de Alan Bates para Matthew Macfadyen atuando em Benedick de Shakespeare, mas o desempenho de Joseph Millson na produção da RSC me parece definitivo. Bonito na voz e em pessoa, ele pode levar o público pelo seu rugido e desenhá-lo em seu silêncio. Os elementos de humor, a raiva e a vulnerabilidade são arrepiantemente mistas neste ator".